# 校力鍊介殼蟲
校力鍊介殼蟲（学名：Asterolecanium japonica）为鏈介殼蟲科鍊介殼蟲屬下的一个种。